# Eppur Si Muove
Eppur Si Muove je album německé metalové skupiny Haggard kombinující metal s vážnou hudbou, převážně renesanční. Bylo vydáno v roce 2004.
Následující hudební motiv se objevuje hned v několika skladbách na albu (All'inizio è la morte, Per aspera ad astra a titulní Eppur si muove):

## Seznam skladeb
| Pořadí         | Název                         | český překlad názvu                        | Délka |
| -------------- | ----------------------------- | ------------------------------------------ | ----- |
| 1.             | All' Inizio E La Morte        | (italsky) Na začátku a smrt                | 6:52  |
| 2.             | Menuetto In Fa-Minore         | (italsky) Menuet v f-moll                  | 1:17  |
| 3.             | Per Aspera As Astra           | (latinsky) Přes trny ke hvězdám            | 6:40  |
| 4.             | Of A Might Divine             | (anglicky) Z božské síly                   | 8:21  |
| 5.             | Gavotta In Si-Minore          | (italsky) Gavota v h-moll                  | 1:00  |
| 6.             | Herr Mannelig                 | Herr Mannelig je švédská středověká balada | 4:52  |
| 7.             | The Observer                  | (anglicky) Pozorovatel                     | 4:42  |
| 8.             | Eppur Si Muove                | (italsky) A přece se točí                  | 8:21  |
| 9.             | Larghetto / Epilogo Adagio    | (italsky) V mírném tempu / závěr zvolna    | 2:14  |
| 10.            | Herr Mannelig (Short version) | Herr Mannelig - krátká verze               | 6:12  |
| Celková délka: | Celková délka:                | Celková délka:                             | 50:35 |